# Néstor Silva
Néstor Fabián Silva (Tacuarembó, Uruguay, 17 de enero de 1982), futbolista uruguayo, juega como delantero. El enero de 2011 traspasó a Anagennisi Karditsa, equipo de la Beta Ethniki (Segunda División de Grecia). Actualmente juega para el Racing de Montevideo de Uruguay habiendo llegado como refuerzo para la temporada 2011/12.

## Clubes[2]
| Club                    | País     | Año        |
| ----------------------- | -------- | ---------- |
| Tacuarembó FC           | Uruguay  | 2001-2005  |
| Paysandú FC             | Uruguay  | 2005       |
| Progreso                | Uruguay  | 2006-2007  |
| Millonarios             | Colombia | 2007       |
| Liverpool               | Uruguay  | 2007-2008  |
| Olimpia                 | Honduras | 2008       |
| Racing de Montevideo    | Uruguay  | 2009-2010  |
| Liverpool               | Uruguay  | 2010- 2011 |
| Anagennisi              | Grecia   | 2011       |
| Danubio                 | Uruguay  | 2011- 2012 |
| Racing de Montevideo    | Uruguay  | 2012-      |
| Tacuarembó FC           | Uruguay  | 2015       |
| Central de Tacuarembó   | Uruguay  | 2017       |
| Lavalleja de Tacuarembó | Uruguay  | 2018       |

## Palmarés
| Título                      | Club     | País    | Año  |
| --------------------------- | -------- | ------- | ---- |
| Segunda División de Uruguay | Progreso | Uruguay | 2006 |